# Das Leben und das Schreiben
Das Leben und das Schreiben (im Original: On Writing) ist ein autobiografisches Sachbuch von Stephen King, das im Jahre 2000 im Scribner-Verlag erschienen ist. Im selben Jahr publizierte der Ullstein Verlag die deutsche Übersetzung von Andrea Fischer. King selbst las das Buch als Hörbuch ein.

## Inhalt

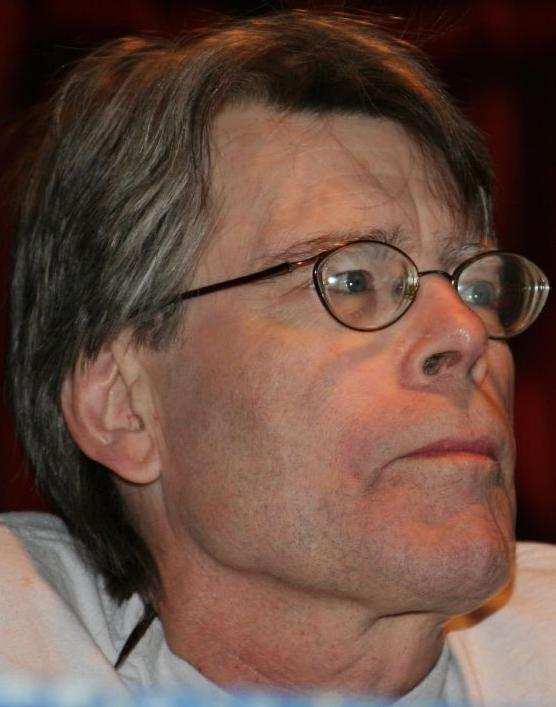
Stephen King (2007)

Das Buch ist in zwei Teile gegliedert.
Im ersten Teil erwähnt King seine Kindheit und seine Studienzeit und hebt eindrucksvolle Erlebnisse oder Ereignisse hervor, die ihn geprägt haben, und das Verhältnis zu seiner Frau. King schreibt über die Art und Weise der Entstehung einiger seiner Kurzgeschichten und Romane und geht auch auf seine Alkohol- und Drogensucht ein.
Im zweiten Teil vergleicht Stephen King Schreiben mit Telepathie. Er gibt Anleitungen und Hilfestellungen für Leser, die selbst beginnen wollen, Romane zu schreiben. Die Eigenheiten und Besonderheiten seines literarischen Stils werden in sehr entspanntem Ton erläutert. Stephen King erwähnt darüber hinaus Passagen aus Werken einiger bekannter Schriftsteller wie etwa John Steinbeck oder George V. Higgins.
Danach folgt ein Nachtrag, in dem King den Unfall schildert, dessen Opfer er in der Mitte des Entstehungsprozesses des Buches wurde und der den Bruch zwischen dem ersten und dem zweiten Teil erklärt.

## Zitat
„Ich schreibe so lange, wie der Leser davon überzeugt ist, in den Händen eines erstklassigen Wahnsinnigen zu sein.“

## Rezeption
Kings Buch Das Leben und das Schreiben regte den deutschen Schriftsteller Benedict Wells an, sein inhaltlich ähnlich gelagertes Buch Die Geschichten in uns: Vom Schreiben und vom Leben zu verfassen, das im Juli 2024 im Diogenes Verlag erschienen ist.

## Ausgaben
- Stephen King: Das Leben und das Schreiben. Ullstein, Berlin München 2000, ISBN 3-550-07143-4.
- Stephen King: Das Leben und das Schreiben. Heyne Verlag, München 2011, ISBN 978-3-453435742.
- Stephen King: On Writing: A Memoir of the Craft: Twentieth Anniversary Edition with Contributions from Joe Hill and Owen King. Hodder Paperbacks 2020, ISBN 978-1-4447-2325-0.